# Riley Bechtel
Riley Peart Bechtel, född 25 mars 1952, är en amerikansk företagsledare som är delägare och styrelseordförande för den globala infrastruktur- och byggbolaget Bechtel Corporation. Den amerikanska ekonomiskriften Forbes rankar Bechtel till den 128:e rikaste amerikanen och världens 388:e rikaste med en förmögenhet på $3,9 miljarder för år 2014.
Han avlade två kandidatexamen i psykologi respektive statsvetenskap vid University of California, Davis och en kombinerad juris doktor och master of business administration vid Stanford University.
Bechtel började på företaget 1966 som sommarjobbare och efter studierna började han på advokatfirman Thelen, Marrin, Johnson & Bridges. 1981 valde han att komma tillbaka till företaget och jobbade på en rad olika chefspositioner. I augusti 1987 blev han invald i koncernstyrelsen och tre månader senare blev han exekutiv vicepresident. Under marsmånad 1989 valde han att acceptera erbjudandet om att bli president och COO för koncernen. Nästan ett och ett halvt år senare blev han utnämnd till vd för Bechtel Corporation. Han blev utsedd till ny styrelseordförande under 1996. Den 3 februari 2014 meddelade Bechtel Corporation att han lämnade sina positioner som president och vd på grund av hälsoskäl, dock blev han kvar som styrelseordförande. Han ersattes av Bill Dudley.